# Lauks
Lauks är en medeltida gård i Lokrume socken, Gotland.
Lauks omtalas indirekt första gången 1370 då den gotländska köpmannen Nikles Louk var i Lübeck och 1379, då köpmannen Anders Louk besökte Söderköping. Troligen var dessa Visbyborgare som härstammade från Lauks. Gervid Lauk, den förste kände landsdomaren på Gotland begravdes i Lokrume kyrka 1380, var då ägare till Lauks. Hans gravsten med gårdens bomärke finns ännu bevarad i kyrkan. 1511 ägdes gården av Lorens Lauks, som då var tingsdomare vid Bro ting.
Nuvarande bostadshus är uppfört på platsen av det medeltida stenhuset, som kvarstod ännu vid mitten av 1700-talet, och sägs vara stort ”nästan såsom en kyrka, fyra våningar högt”. Kvar står ett förrådshus i tre plan, troligen uppfört under senare delen av 1200-talet. En skiljevägg på övervåningen har dendrokronologiskt daterats till omkring 1370. I bottenvåningen finns två välvda rum med varsin dörr. Övervåningen har två dörrar som tidigare lett ut till en försvunnen svalgång längs husets sida. Överst finns en förrådsvind med tunnvalv. Ett avträde på övervånignen visar att byggnaden även bör ha använts som sommarbostad och festlokal.
Gårdskorset är ett av två bevarade medeltida gårdskors på Gotland.
Omkring 500 meter norr om gården ligger naturreservatet Lauks.